# فيز
فيز (بالإنجليزية: Fez)‏ وتعني "طربوش"، هي لعبة فيديو من إنتاج بوليترون كوروبيشن سنة 2012م، وتعمل على أنظمة بلاي ستيشن 3 و4 وفيتا، وأنظمة إكس بوكس 360 ولينكس وإي أو إس.

## وصلات خارجية
- فيز على موقع IMDb (الإنجليزية)

- الموقع الرسمي
- Developer website
- Soundtrack website
- قالب:MusicBrainz release group